# Omomiłek ruczajowy
Omomiłek ruczajowy (Cantharis figurata) – gatunek chrząszcza z rodziny omomiłkowatych.

## Taksonomia
Chrząszcz ten opisany został w 1843 roku przez Carla Gustafa Mannerheima.

## Zasięg występowania
Gatunek palearktyczny, występuje w Europie i płn. Azji (Syberia, Kaukaz). W Europie notowany w Austrii, Belgii na Białorusi, w Bułgarii, Czechach, Danii, Estonii, Finlandii, we Francji, w Irlandii, na Litwie, w Luksemburgu, Niemczech, Norwegii, Polsce, Rosji, na Słowacji, w Szwecji, na Ukrainie, w Wlk. Brytanii oraz w płn. Włoszech. Częstszy w północnej części zasięgu, im dalej na południe i zachód tym występuje rzadziej. W Europie Środkowej dość pospolity, szczególnie na wyżynach i w niższych górach (spotykany do 1300 – 1400 m n.p.m.).
W Polsce spotykany w całym raju. W Tatrach sięga do 1400 m n.p.m..

## Budowa ciała
Osiąga 6,5-8 mm długości.Człony czułków samca od 4 do 10 z dużym otwarciem narządów zmysłowych po zewnętrznej stronie. Wierzchołek ostatniego widocznego segmentu odwłoka samicy bez środkowego wyrostka. Wyłącznie pazurki tylnych stóp z ząbkiem u podstawy.
Głowa u nasady lekko przyciemniona. Przedplecze całe pomarańczowe lub lekko z przyciemnioną szczytową częścią, scutellum nie jest całkiem pomarańczowe. pokrywy brązowopomarańczowe. Uda pomarańczowe lub ciemniejsze u nasady, golenie pomarańczowe. Pierwsze dwa segmenty czułków pomarańczowe, pozostałe ciemniejsze.

## Biologia i ekologia
Występuje na torfowiskach, podmokłych łąkach, lasach, mokradłach i brzegach wód, rzadko w innych biotopach. Spotykany od maja do lipca bądź, sierpnia, zwykle w czerwcu.
Larwy oraz imago drapieżne.